# Эюможок
Эюможок (фр. Eyumodjock) — город и коммуна на юго-западе Камеруна недалеко от границы с Нигерией. Входит в состав департамента Манью Юго-западного региона.

## География
Расстояние от города до центра департамента (Мамфе) составляет около 50 километров. Территорию коммуны пересекает трасса N6. Недалеко от города находится озеро Эжагам.

## Население
По данным переписи 2005 года, население коммуны составило 35 999 человек, из них 2083 проживали в городе.